# パイク郡 (オハイオ州)
パイク郡（英: Pike County）は、アメリカ合衆国オハイオ州の南部、アパラチア山脈地域に位置する郡である。2010年国勢調査での人口は28,709人であり、2000年の27,695人から3.7%増加した。郡庁所在地はウェイバリー村（人口4,408人）であり、同郡で人口最大の村でもある。郡名は探検家のゼブロン・パイクに因んで名付けられた。

## 歴史
パイク郡は1815年2月1日にサイオト郡、ロス郡、アダムズ郡の一部を合わせて設立された。郡名は探検家であり、米英戦争で戦死したばかりだったゼブロン・パイクに因んで名付けられた。

## 地理
アメリカ合衆国国勢調査局に拠れば、郡域全面積は443.98平方マイル (1,149.9 km2)であり、このうち陸地440.28平方マイル (1,140.3 km2)、水域は3.69平方マイル (9.6 km2)で水域率は0.83%である。

### 隣接する郡
- ロス郡 - 北
- ジャクソン郡 - 東
- サイオト郡 - 南
- アダムズ郡 - 南西
- ハイランド郡 - 西

## 人口動態
以下は2000年国勢調査による人口統計データである。
| 基礎データ - 人口: 27,695人 - 世帯数: 10,444 世帯 - 家族数: 7,665 家族 - 人口密度: 24人/km2（63人/mi2） - 住居数: 11,602軒 - 住居密度: 10軒/km2（26軒/mi2） 人種別人口構成 - 白人: 96.72% - アフリカン・アメリカン: 0.89% - ネイティブ・アメリカン: 0.74% - アジア人: 0.18% - 太平洋諸島系: 0.04% - その他の人種: 0.07% - 混血: 1.36% - ヒスパニック・ラテン系: 0.56% 年齢別人口構成 - 18歳未満: 27.2% - 18-24歳: 8.9% - 25-44歳: 28.9% - 45-64歳: 21.5% - 65歳以上: 13.6% - 年齢の中央値: 35歳 - 性比（女性100人あたり男性の人口） - 総人口: 95.4 - 18歳以上: 92.5 | 世帯と家族（対世帯数） - 18歳未満の子供がいる: 35.5% - 結婚・同居している夫婦: 56.8% - 未婚・離婚・死別女性が世帯主: 11.9% - 非家族世帯: 26.6% - 単身世帯: 22.8% - 65歳以上の老人1人暮らし: 10.4% - 平均構成人数 - 世帯: 2.61人 - 家族: 3.04人 収入と家計 - 収入の中央値 - 世帯: 31,649米ドル - 家族: 35,934米ドル - 性別 - 男性: 32,379米ドル - 女性: 20,761米ドル - 人口1人あたり収入: 16,093米ドル - 貧困線以下 - 対人口: 18.6% - 対家族数: 15.1% - 18歳未満: 23.2% - 65歳以上: 13.6% |

## 郡政府
ガーネット・A・ウィルソン公共図書館がウェイバリーの本館とビーバー、パイクトン、パイク郡西部の支所から郡内の町にサービスを行っている。
2005年、この図書館システムは20,000人の登録利用者に238,000件以上の貸し出しを行った。蔵書数は91,000冊以上、定期刊行物は210種以上ある。

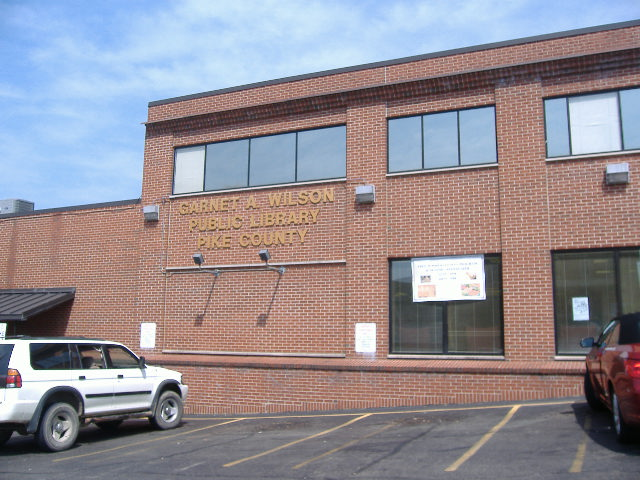
ウェイバリー図書館
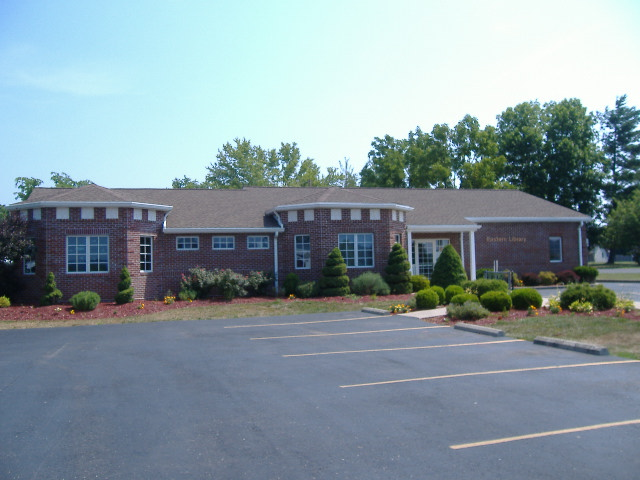
ビーバー図書館
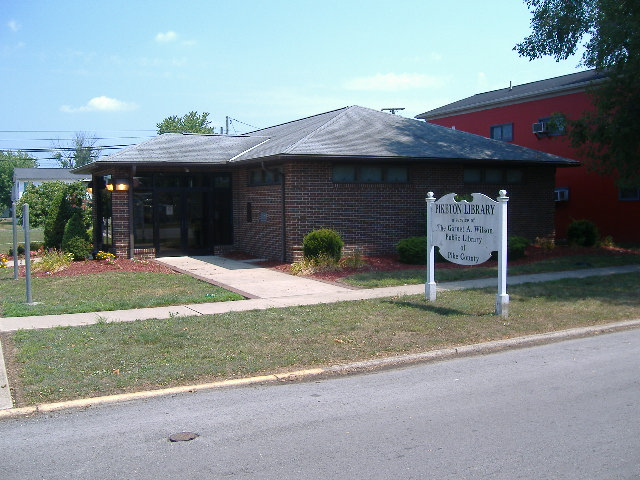
パイクトン図書館
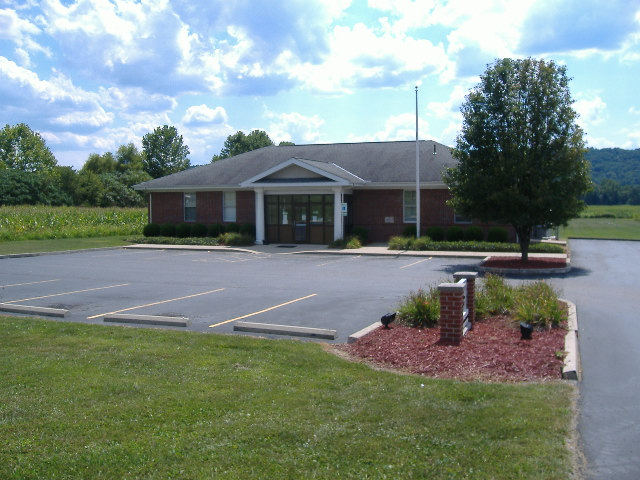
パイク郡西部図書館

## 郡区

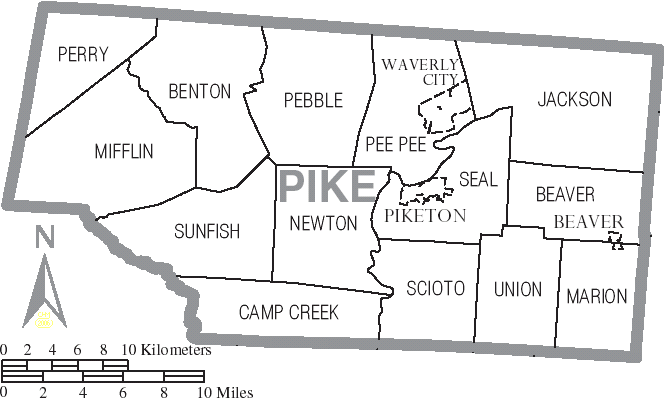
パイク郡図

パイク郡は下記14の郡区に分割されている。
| - ビーバー - ベントン - キャンプクリーク - ジャクソン | - マリオン - ミフリン - ニュートン - ペブル | - ピーピー - ペリー - サイオト | - シール - サンフィッシュ - ユニオン |

### 村
| - ビーバー - パイクトン - ウェイバリー - 郡庁所在地 |

### 未編入の町
| - アーコー - ベセル - ブキャナン - バイイントン - キャンプ - シンシアナ | - デイリービル - エルムグローブ - ギブンス - アイダホ - ジャスパー - レイサム | - モーガンタウン - ニューフェイン - オメガ - ポプラグローブ - ストックデール - ウェイクフィールド - ザーンズコーナー |